# 保罗·萨维奇
保罗·萨维奇（英語：Paul Savage，1947年6月25日—），加拿大男子冰壶运动员。他曾代表加拿大参加1998年冬季奥林匹克运动会冰壶比赛，获得一枚银牌。他也曾获1983年世界男子冰壶锦标赛冠军。